# ウイニングイレブン 2016
『ウイニングイレブン2016』（英語表記：Winning Eleven 2016、欧州名：Pro Evolution Soccer 2016）は、コナミデジタルエンタテインメントより発売されたサッカーゲーム。ウイイレシリーズとしては今作で20作目（PS（2000も含む。）、PS2、PS3、PS4の通算。Jリーグ版、ファイナルエヴォリューション等は除く）である。また、本作はウイイレシリーズ20周年の節目の作品である。略称は『ウイイレ 2016』。日本国内、国外両方ともパッケージにはネイマールが起用される。また、UK版ではネイマールと共にモラタ、中東版はオマール アブドゥラフマンが起用される。フラメンゴ公式ストア限定で発売される特別版にはパオロ ゲレーロが起用されている。UEFA EURO 2016版ではベイルが起用される。
前作までは『ワールドサッカー ウイニングイレブン （年号）』というタイトルだったが、本作では「ワールドサッカー」が取れ『ウイニングイレブン 2016』が正式タイトルとなった。
UEFAチャンピオンズリーグとUEFAヨーロッパリーグ、コパ・リベルタドーレス、コパ・スダメリカーナ、AFCチャンピオンズリーグも引き続き搭載。今作からUEFA EURO 2016の搭載が決定されている。また、UEFAとのライセンス契約を3年延長した。
さらに、8月に開催されたGamescomでは、ベストスポーツゲームアワードを2年連続で受賞している。

## ゲーム内容
「ゴールを決める快感」「ラストパスの快感」「ボール奪取の快感」の3つに重点を置き、少しリアル寄りながらもウイイレならではの爽快感を追求したゲームになっている。
高度な衝突システムを導入し、プレイヤーの相互作用を緻密に計算。空中戦、1vs1、ディフェンス面の強化をし、新導入のインテリジェントプレイヤーAIで、ワンツーパス等を快適に使うことが出来るようになった。選手のモーションを約3倍に増やし、ボールの物理演算も新しい。
芝や雨などのグラフィックが進化。時間経過により雨が降るなど、ダイナミックな天候変化をシリーズで初めて導入。
初回特典として、ネイマール、スタートアップエージェント4人パック（FW・MF・DF・GK）、myClubコイン250枚、10,000GPを10週間配布、契約更新チケット、疲労回復アイテムが付く。また、コナミスタイル予約特典、DL版予約特典には、UEFAチーム・オブ・ザ・イヤー2014に選ばれた11名の中から1人がランダムで入手できるコードが付く。

### myclubバージョン
2015年12月8日に配信開始されたPS4・PS3版ウイイレ2016の「myclub」モードをプレイできるダウンロードゲーム。2015と違い今作は全世界で配信される。ダウンロード&プレイは基本無料で、アイテム課金制。内容は製品版のmyclubと同じで、データパックやライブアップデートも適用される。また、トレーニングモードや各種設定も利用可能。今作からエキシビジョンマッチが新たに収録されているが、収録チームは本ゲームの体験版と同じものとなっている。

### UEFA EURO 2016バージョン
4月21日発売。パッケージ選手はベイル。仕様などの詳細は発表時点（2月19日）で不明だが、ウイイレ2016とほぼ同内容となっている。なお、データパック3.0適用済の状態での発売のため、収録外のチームや移籍が反映されないチームへ移籍したシャビ・エルナンデスやパウリーニョ、EURO登録されているがデータパックで移籍や代表登録外となったマリオ ゴメス、ジニャクらデータパック3.0までに除籍された選手は登場しない。
購入特典はEURO2016に参加する22チームの中で総合値の一番高い選手をランダムで獲得出来るエージェント7枚、PESアンバサダー6選手をランダムで獲得出来るエージェント1枚、10,000GPを10週間プレゼントの3つ。獲得可能選手については公式サイト参照。

### 新機能
- セレブレーションコントロール（正式名「インタラクティブゴールパフォーマンス」）を導入し、ゴールパフォーマンスを制御できるようになった[12]。なお、myClubなどオンラインでは使用不可となっている。
- 2015ではハードの機能の問題でオミットされていたPS4の画像取り込みが復活。また、PS4版ではパーツがまとまった1枚の大きな画像で再現可能に[13]。
- マスターリーグが進化。メニュー画面を一新し、すべての要素が再設計された。また、入団会見など特別演出が復活した（一部演出はPS3版では流れない）。
- myClubにレベルの概念が追加。選手の転身で手に入れたコーチを使い特訓させるとレベルが上がる仕組み。また、試合をするごとに経験値を入手することも可能。カーン、ロベルト バッジョといった5人のレジェンド選手や、Twitter内のキャンペーンにてババンギダが登場。スペシャルな監督としてアーセン ヴェンゲルが登場。また、マスターリーグ初期メンバーが監督になり登場。
- 新スキルに「ヘッダー」、「ヒールトリック」、「ラボーナ」、「低弾道ロブ」、「マリーシア」、「アクロバティッククリア」が追加。2015ではオミットされたラボーナクロス（パス）も復活する。

## ライセンス
今作も各大陸別架空リーグが存在する。今作にはその他アジアの収録は無い。

### リーグライセンス
- プレミアリーグ
  - イングランドリーグという偽名で登場。マンチェスター ユナイテッドのみ実名。
- フットボールリーグ チャンピオンシップ
  - イングランド2部リーグという偽名で登場。
- リーグ1
  - フルライセンス。
- リーグ2
  - フルライセンス。
- セリエA
  - イタリアリーグという偽名で登場。サッスオーロのみ偽名。
- セリエB
  - イタリア2部リーグという偽名で登場。八百長、破産などの問題により収録チームが完全再現されていなかった。データパックを適用することで降格したカターニャ、テーラモはチームは偽名化された上で残るものの実在選手は除籍され、架空選手に置き換えられる。残留･昇格したアスコリ、ブレシア、ヴィルトゥス エンテッラ（こちらも全て偽名）がその他ヨーロッパ枠に追加された。また、チーム数の埋め合わせとしてイタリアベースの架空チームが収録されている。
- エールディヴィジ
  - フルライセンス。
- リーガBBVA
  - フルライセンス。
- リーガ アデランテ
  - フルライセンス。
- リーガ NOS
  - ポルトガルリーグという偽名で登場。FCポルト、SLベンフィカ、スポルティング リスボンのみ実名。
- カンピオナート ブラジレイロ セリエA
  - ブラジルリーグという偽名で登場。全クラブ実名だが、アトレチコ パラナエンセ、コリチーバ、フルミネンセ、ゴイアスの選手は偽名で収録（データパック2.0適用時点）。
- プリメーラ ディビシオン (ARG)
  - アルゼンチンリーグという偽名で登場。30チーム中リベルタドーレス＆スダメリカーナ出場チームら14チームが実名。また、データパック適用でアルセナルFC、インデペンディエンテ、ティグレが実名化される。
- プリメーラ ディビシオン (CHL)
  - チリリーグという偽名で登場。16チーム中リベルタドーレス＆スダメリカーナ出場チームら7チームが実名。また、データパック適用でサンティアゴ ワンダラーズ、ウニベルシダ デ コンセプシオンが実名化される。

### その他ヨーロッパ
| 所属リーグ国     | チーム名                          |
| ---------------- | --------------------------------- |
| アゼルバイジャン | ガラバグFK※1                      |
| ベルギー         | ヘント                            |
| クロアチア       | ディナモ ザグレブ※3               |
| キプロス         | APOEL FC※1                        |
| チェコ           | スパルタ プラハ                   |
| フィンランド     | HJKヘルシンキ※1                   |
| ドイツ           | バイエルン ミュンヘン             |
| ドイツ           | ボルシア メンヒェングラートバッハ |
| ドイツ           | ヴォルフスブルグ                  |
| ギリシャ         | オリンピアコス                    |
| ギリシャ         | パナシナイコス※1                  |
| イスラエル       | マッカビ テルアビブ※1             |
| イタリア         | アスコリ※2                        |
| イタリア         | ブレシア※1                        |
| イタリア         | ヴィルトゥス エンテッラ※2         |
| ロシア           | ゼニト サンクトペテルブルク       |
| セルビア         | FKパルチザン※1                    |
| スイス           | FCバーゼル1893                    |
| トルコ           | ガラタサライ※1                    |
| ウクライナ       | ディナモ キエフ                   |

※データパックにて追加。※1はデータパック1.0、※2は2.0、※3は3.0での追加。セリエB補填として追加されるアスコリ、ブレシア、エンテッラは偽名で収録されている。

### その他南米
| 所属リーグ国 | チーム名          |
| ------------ | ----------------- |
| アルゼンチン | CAトゥクマン ※3   |
| アルゼンチン | CAパトロナート ※3 |
| ブラジル     | バイーア          |
| ブラジル     | ボタフォゴ        |
| ブラジル     | クリシューマ      |
| ブラジル     | ECヴィトーリア    |

※3：データパック3.0にて追加。トゥクマン、パトロナートはチーム名が偽名。バイーア、ECヴィトーリアは選手名が偽名。

### Copa Libertadores 2015
| 所属リーグ国 | チーム名                         |
| ------------ | -------------------------------- |
| アルゼンチン | ボカ ジュニオルス                |
| アルゼンチン | エストゥディアンテス             |
| アルゼンチン | CAウラカン                       |
| アルゼンチン | ラシン クラブ                    |
| アルゼンチン | リーベル プレート                |
| アルゼンチン | サン ロレンソ                    |
| ボリビア     | サン ホセ                        |
| ボリビア     | ザ ストロンゲスト                |
| ボリビア     | ウニベルシタリオ                 |
| ブラジル     | アトレチコ ミネイロ              |
| ブラジル     | コリンチャンス                   |
| ブラジル     | クルゼイロ                       |
| ブラジル     | インテルナシオナウ               |
| ブラジル     | サン パウロ                      |
| チリ         | コロ コロ                        |
| チリ         | パレスティーノ                   |
| チリ         | ウニベルシダ デ チリ             |
| コロンビア   | アトレティコ ナシオナル          |
| コロンビア   | オンセ カルダス                  |
| コロンビア   | サンタ フェ                      |
| エクアドル   | バルセロナSC                     |
| エクアドル   | エメレク                         |
| エクアドル   | インデペンディエンテ デル バジェ |
| メキシコ     | アトラス                         |
| メキシコ     | モナルカス モレリア              |
| メキシコ     | ティグレスUANL                   |
| パラグアイ   | セロ ポルテーニョ                |
| パラグアイ   | グアラニ                         |
| パラグアイ   | リベルタ                         |
| ペルー       | アリアンサ リマ                  |
| ペルー       | フアン アウリッチ                |
| ペルー       | スポルティング クリスタル        |
| ウルグアイ   | ダヌービオFC                     |
| ウルグアイ   | モンテビデオ ワンダラーズ        |
| ウルグアイ   | ナシオナル モンテビデオ          |
| ベネズエラ   | デポルティーボ タチラ            |
| ベネズエラ   | ミネロス デ ガイアナ             |
| ベネズエラ   | サモラFC                         |

### Copa Sudamericana 2014
| 所属リーグ国 | チーム名                         |
| ------------ | -------------------------------- |
| アルゼンチン | ボカ ジュニオルス                |
| アルゼンチン | エストゥディアンテス             |
| アルゼンチン | ヒムナシア ラ プラタ             |
| アルゼンチン | ゴドイ クルス                    |
| アルゼンチン | ラヌース                         |
| アルゼンチン | リーベル プレート                |
| アルゼンチン | ロサリオ セントラル              |
| ボリビア     | サン ホセ                        |
| ボリビア     | ホルヘ ウィルステルマン          |
| ボリビア     | ナシオナウ ポトシ                |
| ボリビア     | ウニベルシタリオ                 |
| ブラジル     | バイーア                         |
| ブラジル     | クリシューマ                     |
| ブラジル     | フルミネンセ                     |
| ブラジル     | ゴイアス                         |
| ブラジル     | インテルナシオナウ               |
| ブラジル     | サン パウロ                      |
| ブラジル     | スポルチ レシフェ                |
| ブラジル     | ECヴィトーリア                   |
| チリ         | コブレサル                       |
| チリ         | ワチパト                         |
| チリ         | イキケ                           |
| チリ         | ウニベルシダ カトリカ            |
| コロンビア   | アトレティコ ナシオナル          |
| コロンビア   | デポルティーボ カリ              |
| コロンビア   | アギラス ドラダス                |
| コロンビア   | ミジョナリオス                   |
| エクアドル   | バルセロナSC                     |
| エクアドル   | エメレク                         |
| エクアドル   | インデペンディエンテ デル バジェ |
| エクアドル   | ウニベルシダ カトリカ            |
| パラグアイ   | セロ ポルテーニョ                |
| パラグアイ   | デポルティボ カピアタ            |
| パラグアイ   | ヘネラル ディアス                |
| パラグアイ   | リベルタ                         |
| ペルー       | アリアンサ リマ                  |
| ペルー       | インティ ガス                    |
| ペルー       | ウニベルシダ セサル バジェホ     |
| ペルー       | UTC                              |
| ウルグアイ   | ペニャロール                     |
| ウルグアイ   | ダヌービオFC                     |
| ウルグアイ   | レンティスタス                   |
| ウルグアイ   | CAリーベル プレート              |
| ベネズエラ   | カラカスFC                       |
| ベネズエラ   | デポルティーボ アンソアテギ      |
| ベネズエラ   | デポルティーボ ラ ガイラ         |
| ベネズエラ   | トルヒジャーノスFC               |

### Copa Sudamericana 2015
データパック2.0にて追加。
| 所属リーグ国 | チーム名                       |
| ------------ | ------------------------------ |
| アルゼンチン | アルセナルFC                   |
| アルゼンチン | ベルグラーノ                   |
| アルゼンチン | CAウラカン                     |
| アルゼンチン | インデペンディエンテ           |
| アルゼンチン | ラヌース                       |
| アルゼンチン | リーベル プレート              |
| アルゼンチン | ティグレ                       |
| ボリビア     | クラブ アウロラ                |
| ボリビア     | ボリーバル                     |
| ボリビア     | オリエンテ ペトロレロ          |
| ボリビア     | レアル ポトシ                  |
| ブラジル     | アトレチコ パラナエンセ        |
| ブラジル     | バイーア                       |
| ブラジル     | ブラジリアFC                   |
| ブラジル     | シャペコエンセ                 |
| ブラジル     | ゴイアス                       |
| ブラジル     | ジョインヴィレ                 |
| ブラジル     | ポンチ プレッタ                |
| ブラジル     | スポルチ レシフェ              |
| チリ         | ワチパト                       |
| チリ         | サンティアゴ ワンダラーズ      |
| チリ         | ウニベルシダ カトリカ          |
| チリ         | ウニベルシダ デ コンセプシオン |
| コロンビア   | アギラス ドラダス              |
| コロンビア   | デポルテス トリマ              |
| コロンビア   | ジュニオール                   |
| コロンビア   | サンタ フェ                    |
| エクアドル   | エメレク                       |
| エクアドル   | リーガ デ ロハ                 |
| エクアドル   | リーガ デ キト                 |
| エクアドル   | ウニベルシダ カトリカ          |
| パラグアイ   | リベルタ                       |
| パラグアイ   | ナシオナル                     |
| パラグアイ   | オリンピア                     |
| パラグアイ   | スポルティボ ルケーニョ        |
| ペルー       | レオン デ ワヌコ               |
| ペルー       | メルガル                       |
| ペルー       | ウニオン コメルシオ            |
| ペルー       | ウニベルシタリオ               |
| ウルグアイ   | ダヌービオFC                   |
| ウルグアイ   | デフェンソール スポルティング  |
| ウルグアイ   | ユベンチュード                 |
| ウルグアイ   | ナシオナル モンテビデオ        |
| ベネズエラ   | カラボボFC                     |
| ベネズエラ   | デポルティーボ アンソアテギ    |
| ベネズエラ   | デポルティーボ ラ ガイラ       |
| ベネズエラ   | サモラFC                       |

### AFC Champions League 2015
| 所属リーグ国     | チーム名                         |
| ---------------- | -------------------------------- |
| サウジアラビア   | アル ナスルFC                    |
| サウジアラビア   | アル シャバブ                    |
| サウジアラビア   | アル ヒラル                      |
| サウジアラビア   | アル アリ                        |
| カタール         | レフウィヤ                       |
| カタール         | アル サッド                      |
| イラン           | ペルセポリス                     |
| イラン           | フォーラド フゼスタン            |
| イラン           | トラクター サジ                  |
| イラン           | ナフト テヘラン                  |
| ウズベキスタン   | パフタコール                     |
| ウズベキスタン   | ロコモティフ タシケント          |
| ウズベキスタン   | ナサフ カルシ                    |
| ウズベキスタン   | ブニョドコル                     |
| アラブ首長国連邦 | アル アイン                      |
| アラブ首長国連邦 | アル アリ                        |
| オーストラリア   | ブリスベン ロアー                |
| オーストラリア   | ウェスタン シドニー ワンダラーズ |
| 中国             | 北京国安                         |
| 中国             | 山東魯能                         |
| 中国             | 広州恒大                         |
| 中国             | 広州富力                         |
| 日本             | ガンバ大阪                       |
| 日本             | 浦和レッズ                       |
| 日本             | 鹿島アントラーズ                 |
| 日本             | 柏レイソル                       |
| 韓国             | 全北現代モータース               |
| 韓国             | 城南FC                           |
| 韓国             | 水原三星ブルーウィングス         |
| 韓国             | FCソウル                         |
| タイ             | ブリーラム ユナイテッド          |
| ベトナム         | ベカメックス ビン ズオン         |

### ナショナルチーム
ライセンスはデータパック3.0のもの。
| - ヨーロッパ（UEFA） - アルバニア EU16 ※3 - オーストリア EU16 - ベルギー EU16 - ボスニア・ヘルツェゴビナ Fict. - ブルガリア - クロアチア EU16 ※3 - チェコ EU16 ※3 - デンマーク - イングランド EU16 ※3 - フランス EU16 - ドイツ EU16 - ギリシャ - ハンガリー EU16 - アイスランド EU16 ※3 - アイルランド EU16 - イスラエル - イタリア EU16 - オランダ - 北アイルランド EU16 ※3 - ノルウェー - ポーランド EU16 - ポルトガル EU16 ※1 - ルーマニア EU16 - ロシア EU16 - スコットランド - セルビア - スロバキア EU16 ※3 - スロベニア - スペイン EU16 - スウェーデン EU16 - スイス EU16 - トルコ EU16 ※3 - ウクライナ EU16 ※3 - ウェールズ EU16 ※3 | - アフリカ（CAF） - アルジェリア Fict. - ブルキナファソ Fict. - カメルーン - コートジボワール - エジプト - ガーナ Fict. - ギニア Fict. - マリ Fict. - モロッコ - ナイジェリア Fict. - セネガル Fict. - 南アフリカ共和国 - チュニジア Fict. - ザンビア Fict. - 北中米カリブ海（CONCACAF） - コスタリカ - ホンジュラス Fict. - ジャマイカ Fict. - メキシコ Fict. - パナマ Fict. - アメリカ合衆国 Fict. - 南米（CONMEBOL） - アルゼンチン - ボリビア - ブラジル - チリ - コロンビア - エクアドル Fict. - パラグアイ Fict. - ペルー - ウルグアイ - ベネズエラ Fict. | - アジア（AFC）・オセアニア（OFC） - オーストラリア - 中華人民共和国 Fict. - イラン Fict. - イラク Fict. - 日本※2 - ヨルダン Fict. - クウェート Fict. - レバノン Fict. - 北朝鮮 Fict. - オマーン Fict. - カタール Fict. - サウジアラビア Fict. - 韓国 Fict. - タイ Fict. - アラブ首長国連邦 Fict. - ウズベキスタン Fict. - ニュージーランド |

詳細

太字 - フルライセンス

Fict. - 偽名で収録される国

EU16 - EURO2016参加国

※1:データパック2.0を適用することによりポルトガル代表がフルライセンスとなる。EURO版ではデフォルトでフルライセンス。

※2:日本国外版では日本代表は偽名で収録されている。

※3:データパック3.0を適用することによりフルライセンスとなる。EURO版ではデフォルトでフルライセンス。

新たにアルバニア代表とアイスランド代表が新規収録されるが、フィンランド代表、モンテネグロ代表が消滅。また、ギリシャ代表のユニフォームライセンスも消滅(選手は実名)。

### その他ライセンス
- UEFA Champions League 15-16

ブンデス勢などその他ヨーロッパチームの一部が未収録となっている。
- UEFA Europa League 15-16

ブンデス勢やその他ヨーロッパチーム多数が未収録となっている。
- UEFA Super Cup 2015

リーグモードなどでバルセロナまたはセビージャを選択すると2015年版がプレイ可能。
- UEFA EURO 2016

無料DLCとして3月24日に配信が決定。参加国は全て収録されており、15カ国がフルライセンス、9カ国は選手のみ実名。

## スタジアム
実名スタジアム
- ジュゼッペ・メアッツァ（インテル / UEFAチャンピオンズリーグ決勝会場）
- サン・シーロ（ACミラン / UEFAチャンピオンズリーグ決勝会場）
- ザンクト・ヤコブ・パルク（FCバーゼル1893 / UEFAヨーロッパリーグ決勝会場）
- スタッド・ド・フランス（フランス代表 / UEFA EURO 2016決勝会場）※
- オールド・トラッフォード（マンチェスター ユナイテッド）
- アリアンツ・アレナ（バイエルン ミュンヘン / ドイツ代表）
- ユベントス・スタジアム（ユベントス）
- エスタディオ・ミネイロン（クルゼイロ / アトレチコ ミネイロ）△
- エスタディオ・ド・マラカナン（フルミネンセ / フラメンゴ / ブラジル代表）※△
- アレーナ・コリンチャンス（コリンチャンス）△
- エスタジオ・ベイラ＝リオ（インテルナシオナウ）△
- エスタディオ・ド・モルンビー（サンパウロ)
- エスタディオ・ウルバーノ・カルデイラ（サントス）
- 埼玉スタジアム2002（浦和レッズ / 日本代表）

架空スタジアム
- コナミ・スタジアム
- メトロポール・アレナ
- エスタディオ・エスコルピオ
- エスタディオ・ヌエボ・トリウンフォ
- スタッド・ド・サジテール△
- スタジオ・オリオン△
- ブルク・スタディオン
- エスタディオ・デル・マルタンガル△
- ローズ・パーク・スタジアム△
- コロッセオ・デ・ロス・デポルス△

※データパックにて追加。マラカナンはPS4版のみ。

△PS3版には未収録

## ボール
エキシビジョン使用可能ボール (デフォルト)
- Classic
- Plain
- WE-PES 00′s
- WE-PES 30′s
- WE-PES 40′s
- WE-PES 50′s
- WE-PES 60′s
- WE-PES 2002
- WE-PES 2003
- WE-PES 2007
- WE-PES 2008
- WE-PES 2009 Claw
- WE-PES 2010
- WE-PES 2011
- WE-PES 2012
- WE-PES 2013
- WE-PES 2014
- WE-PES 2015
- WE-PES 2016
- Adidas Conext
- Nike Ordem 3 Inline
- Puma evoPOWER 1 ball
- Umbro Neo Pro

リーグ・カップ限定ボール
- Adidas Pro League 1 OMB (リーグ 1)
- Nike Ordem LFP (リーガ BBVA / リーガ アデランテ)
- Adidas Finale Power Orange (UEFAチャンピオンズリーグ)
- Adidas Finale OMB (UEFAチャンピオンズリーグ)
- Adidas Finale Milano OMB (UEFAチャンピオンズリーグ / アップデート)
- Adidas UEFA Europa League OMB (UEFAヨーロッパリーグ)
- Adidas UEFA Super Cup OMB (UEFAスーパーカップ)
- Adidas UEFA EURO 2016 OMB (UEFA EURO 2016 / アップデート)
- Nike Ordem CSF (コパ・リベルタドーレス / コパ・スダメリカーナ / レコパ・スダメリカーナ / アップデート) ※2015モデル
- Nike Ordem CSF (コパ・リベルタドーレス / コパ・スダメリカーナ / レコパ・スダメリカーナ)
- Nike Ordem 2 (AFCチャンピオンズリーグ / アップデート)
- Nike Incyte (AFCチャンピオンズリーグ)

## アクセサリー
スパイク
- Adidas X 15.1 春モデル
- Adidas X 秋モデル
- Adidas X 夏モデル (Solar Yellow)
- Adidas X 夏モデル (Matt Ice Metallic)
- Adidas Ace 16+ Primeknit 春モデル
- Adidas Ace 秋モデル
- Adidas Ace 夏モデル
- Joma CHAMPION 秋モデル
- Joma SUPER COPA 秋モデル
- Mizuno MORELIA NEO 秋モデル
- Mizuno MORELIA NEO 夏モデル
- Mizuno WAVE IGNITUS 3 秋モデル
- Mizuno WAVE IGNITUS 3 秋モデル (本田)
- Mizuno WAVE IGNITUS 3 夏モデル
- Mizuno WAVE IGNITUS 3 夏モデル (本田)
- Mizuno BASARA 001 TC 秋モデル
- Mizuno BASARA 001 TC 夏モデル
- Mizuno MORELIA II (30th color)
- New Balance VISARO PRO 秋モデル
- New Balance VISARO PRO 夏モデル
- New Balance FURON PRO 秋モデル
- New Balance FURON PRO 夏モデル
- Nike Magista Obra メタルフラッシュパック
- Nike Magista Obra エレクトロフレアパック
- Nike Magista Obra ライトニングストームパック
- Nike Mercurial Superfly メタルフラッシュパック
- Nike Mercurial Superfly エレクトロフレアパック
- Nike Mercurial Superfly ライトニングストームパック
- Nike Tiempo Legend VI メタルフラッシュパック
- Nike Tiempo Legend V エレクトロフレアパック
- Nike Tiempo Legend ライトニングストームパック
- Nike Hypervenom Phantom Ⅱ メタルフラッシュパック
- Nike Hypervenom Phantom Ⅱ NJR メタルフラッシュパック
- Nike Hypervenom Phantom Ⅱ エレクトロフレアパック
- Nike Hypervenom Phantom ライトニングストームパック
- Nike Hypervenom Phantom ライトニングストームパック (ネイマール)
- Puma evoSPEED SL 冬モデル
- Puma evoSPEED 1.4 秋モデル
- Puma evoSPEED 1.4 夏モデル
- Puma evoPOWER 1.3 春モデル
- Puma evoPOWER 1.2 秋モデル
- Puma evoPOWER 1.2 夏モデル
- Puma PARA MEXICO LITE 15 HG SP 春モデル
- Puma PARA MEXICO LITE 15 HG SP 夏モデル
- Umbro Speciali Eternal 秋モデル
- Umbro Speciali Eternal 夏モデル
- Umbro Velocita 4 秋モデル
- Umbro Velocita 4 夏モデル
- Umbro UX-2 秋モデル
- Umbro UX-2 夏モデル
- Umbro ACCERATOR PRO 夏モデル
- WEPES Heritage (White)
- WEPES Heritage (Black)
- WEPES Heritage (Red)
- WEPES Heritage (Blue)
- WEPES Heritage (Yellow)
- WEPES Heritage (Green)
- WEPES EX (Pink)
- WEPES EX (Light Blue)
- WEPES EX (Yellowish Green)
- WEPES SP2000 (orange)
- WEPES SP2000 (Violet)
- WEPES SP2000 (Silver)
- WEPES SP2000 (Gold)

ゴールキーパーグローブ
- Adidas ACE zones Pro
- Nike Vapor Grip 3
- Puma evoPOWER Protect 3
- Reusch Receptor Deluxe G2
- Uhlsport ELIMINATOR ABSOLUTGRIP
- Ho GHOTTA ROLL NEGATIVE PAC EXTREME
- WEPES Heritage

## 楽曲
- 「After the disco」 Broken Bells
- 「Rather Be(ft. Jess Glynne)」 Clean Bandit
- 「Love the Past Play the Future」 CTS
- 「When We Were Young ft. The Chain Gang of 1974」 Dillon Francis & Sultan + Ned Shepard
- 「Somebody New」 Joywave
- 「You're On」 Madeon ft. Kyan
- 「Lifted Up」 Passion Pit
- 「Figure It Out」 Royal Blood
- 「My Type」 Saint Motel
- 「Elevate」 St. Lucia
- 「In Harmony」 Asgeir
- 「Shine On」 Vinyl Theatre
- 「We Will Rock You」 Queen
- 「Flashes」 Konami Tracks (myClub版のみ)

## 実況・解説
実況：ジョン・カビラ

解説：北澤豪